# Teatre Circ Balear
El Teatre Circ Balear fou una sala d'espectacles ubicada a Palma inaugurada el 9 del desembre de 1876. Segons Joan Llabrés i Bernal, l'edifici en què s'ubicava va ser construït pel mestre d'obres Tomàs Abrines, assessorat per l'arquitecte Joaquim Pavia. Formava una mena de temple xinès de 16 m d'alt i 36 de diàmetre. Hi havia espai per a 3.233 localitats, distribuïdes entre llotges, seients de platea i grades d'amfiteatre. Inicialment era una construcció de fusta, amb coberta de lona, il·luminada profusament amb llum de gas. En successives reformes es va dotar d'estructura d'obra. A finals del segle xix era un edifici poligonal, amb coberta de teulada. Va ser derruït el 1900 i al solar s'hi va construir el Teatre Líric de Palma.

## Història
Al llarg de la seva història hi alternaren les companyies de circ amb les dramàtiques, les líriques i les de varietés. L'inaugurà la companyia d'Arsenio Loyal, procedent del Teatro Circo de Madrid. Oferia actuacions gimnasticoeqüestres, amb animals i equilibristes. La va substituir, l'abril del 1877, la companyia dramàtica de Gervasi Roca, que hi obtingué èxits importants amb obres com Lo ferrer de tall i La dida, de Frederic Soler, o La barqueta de sant Pere, d'Eduard Vidal i Valenciano. En general es va caracteritzar per oferir una programació més diversa i de preus més baixos que la del Teatre Principal de Palma, i per això es va convertir en l'escenari per excel·lència de les classes populars. Els espectacles de circ i les sarsueles foren els que més el caracteritzaren, però s'hi va poder veure de tot, amb algunes bones companyies dramàtiques i operístiques. Entre les més destacades hi hagué la de Lleó Fontova, que hi actuà l'estiu del 1880, o la de Teodor Bonaplata, de l'abril del 1884. Un impacte especial va causar la gran companyia eqüestre, gimnàstica, acrobàtica i còmica de la família Briatore, que hi actuà el darrer trimestre del 1882. També la Companyia Còmico-Lírica de Ball, dirigida per Rafael Castillo del 1884 a 1885. Els espectacles de prestidigitació i faquirisme hi foren igualment populars. L'estiu del 1886 hi havia la Great Fashionable Soirée dels clowns Mason i Dixon. Entre els empresaris que hi programaren òpera destacà Artur Baratta, que el 1888-1889 hi posà en escena almenys nou òperes de diferents autors (entre elles Faust, La Favorita, La Traviata, Il trovatore i Rigoletto), amb un elenc en què hi havia diversos cantants mallorquins, com Joan Ordinas, Onofre Fuster i Sebastià Pons. L'estiu del 1884 s'inauguraren els jardins del teatre, annexos. Amenitzades amb música als entreactes, oferia vetllades de ball i servei de cafeteria i restaurant.
Durant la dècada del 1890 va ser quan més activitat va desplegar. Cal destacar la companyia internacional de varietats de Leopoldo Fregoli, que hi oferí una curta temporada l'estiu del 1894 amb números espectaculars de transformisme, que causaren una gran admiració. Ja al final de l'existència d'aquest teatre, el 1899 la companyia de Geraldine Leopold, La Bella Geraldine, hi causà un gran impacte amb un espectacle on on hi feia actuacions de trapezi, habilitat amb el rifle, ball i interpretació. Es va fer especialment famosa la seva dansa «serpentina», que va provocar una forta polèmica entre la premsa més conservadora, representada per El Ancora, i la més progressista, representada per La Unión Republicana. El novel·lista Miquel Villalonga s'inspirà en aquesta polèmica per escriure la seva novel·la Miss Giacomini (1941), que dibuixa un quadre sarcàstic de la societat provinciana de l'època.
Al Teatre Circ Balear hi participaren nombrosos personatges mallorquins. Entre els empresaris que es responsabilitzaren de temporades notables destaca Bernat Manera, que amb la companyia que formava amb la seva esposa Isabel Clar hi va fer representacions almenys els anys 1890, 1892, 1893, 1897 i 1898. També hi representaren les seves primeres obres nombrosos autors mallorquins. Mateu Obrador va escriure Els pretendents per a la companyia de Gervasi Roca, que hi actuava el 1877; Miquel Bibiloni i Corró hi estrenà el 1879 El batle dels tres caramulls, en la qual parodiava fets ocorreguts a l'Ajuntament de Llucmajor, i que despertà molta expectació. Les obres que feien referència a l'actualitat hi tingueren bona acollida. El 1881 Lluís Capllonch hi estrenava La màgia electoral, qualificada de «joguina còmico-crítica», però de seguida hi predominaren les revistes amb format de sarsuela, basades en anècdotes o polèmiques recents. L'autor que més hi destacà fou Ricard Salvà, que hi representà Políticos en agraz (1893) i Lilí (1893), totes dues amb música d'Andreu Torrens, i Caras y caretas (1900), amb música de Manuel Ribas i Lluís Cussini. També respon al mateix model Figurines y figurones (1893), amb lletra de Miquel Martí i música d'Andreu Gelabert. Precisament la darrera companyia que hi va actuar va ser la de sarsueles de Robustiano Ibarrola i Salvador Domingo, que en la darrera funció representà La revoltosa, Caras y caretas i La alegría de la Huerta.